# Forūdgāh-e Jīroft
Forūdgāh-e Jīroft (persiska: فرودگاه جیرفت) är en flygplats i Iran.   Den ligger i provinsen Kerman, i den sydöstra delen av landet, 1 000 km sydost om huvudstaden Teheran. Forūdgāh-e Jīroft ligger 799 meter över havet.
Terrängen runt Forūdgāh-e Jīroft är huvudsakligen platt, men norrut är den kuperad.Runt Forūdgāh-e Jīroft är det glesbefolkat, med 17 invånare per kvadratkilometer. Närmaste större samhälle är Posht Lor, 13,3 km sydost om Forūdgāh-e Jīroft. Trakten runt Forūdgāh-e Jīroft är ofruktbar med lite eller ingen växtlighet.